# Cheval de Catria
Le cheval de Catria  (italien : Cavallo del Catria) est une race de chevaux de selle italiens originaire du Monte Catria dans les Apennins du centre. Ses origines sont peu connues mais anciennes. Son registre généalogique a été reconnu en 1980. C'est un cheval robuste et rustique, particulièrement adapté au travail en montagne.

## Histoire
Le Cheval de Catria tient son nom du Monte Catria d'où il est originaire. Ses origines sont peu connues mais assurément anciennes puisque des documentations datant de l’année 1000 parlent de chevaux élevés en Fonte Avellana « ad usum equitandi » pour servir les nobles et la cavalerie.
Au cours des siècles, la race a été maintenue en croisant la souche d'origine avec des chevaux Maremmiens, ainsi que des chevaux venant de Croatie et des Franches-Montagnes. Ces croisements avaient pour but de garder la rusticité d'un cheval de montagne.
Le Registre de l'état civil de la race a été reconnu par la Région des Marches en 1980. Depuis octobre 1986, l'Association Nationale du Cheval de Catria (Associazione Nazionale del Cavallo del Catria ou ANACC) a été constituée.
Depuis 1998, dans le cadre d'un projet de conservation, d'amélioration génétique et de diffusion de la race du Cheval de Catria, l'ANACC a décidé d'exclure définitivement l'utilisation d'étalons de race différente du Catria.

## Description
Le modèle est celui de cheval de sport et de selle léger. Il toise de 1,47 m à 1,50 m d'après CAB International.
La tête est légère, et de profil rectiligne, sa poitrine ample, le thorax profond, le dos court, la croupe horizontale et très large.
C'est un cheval sobre, robuste, rustique, apte à l'exploitation de pâturages en zones marginales.

## Utilisations
Ce cheval, de par ses origines et sa sélection, est tout particulièrement apte à tous les travaux en montagne. Mais il est aussi utilisé pour le bât et la selle. Il est aussi tout particulièrement adapté pour le tourisme équestre, ainsi que pour le TREC et l'équithérapie.
Il est aussi élevé pour sa viande.

## Diffusion de l'élevage
Le cheval de Catria est natif de l'Italie. La race est présente dans les provinces de Catria, Pesaro, Ancona et Perugia. L'étude menée par l'université d'Uppsala, publiée en août 2010 pour la FAO, le signale comme une race locale européenne en danger d'extinction. La race est indiquée comme rare dans la base de données DAD-IS (2018).